# Национальный институт радиовещания
Национальный институт радиовещания (Institut national de radiodiffusion, Nationaal Instituut voor de Radio-Omroep) - общественное учреждение Королевства Бельгия в 1930-1960 гг. обладавшее монополией на теле- и радиовещание (до его создания в 1923-1930 гг. радиовещание в Бельгии вело "Бельгийское общество радиоэлектрики"). Вело телевизионные передачи по одной франкоязычной и одной нидерландско-язычной программе (с 1953 года), радиовещание - по двум франкоязычным (до 1947 года по одной) и двум нидерландско-язычным программам (до 1947 года). В 1960 году было реорганизовано путём разделения на общественные учреждения «Франкоязычное бельгийское радио и телевидение», «Фламандская организация радио- и телевещания» и «Институт общих служб».